# 야코블레프 Yak-7
야코블레프 Yak-7(Yakovlev Yak-7)은 제2차세계대전 당시 소련의 야코블레프 설계국이 개발한 소련 공군의 전투기이다.

## 설계 및 개발
Yak-7은 원래 Yak-1을 개조한 UTI-26 연습기로 개발된 기체인데 1941년에 심사에서 결함이 많던 Yak-1 및 LaGG-3, MiG-3같은
당시 주력전투기보다 성능이 더 우수했기에 연습기지만 급채용이 이루어졌다.
이에 훈련용 후방좌석을 없애고 단좌식으로 만든 UTI-26은 Yak-7 전투기로 개조되어 양산이 이루어졌는데
많은 파생형을 만들어내며 후속기인 Yak-9가 등장한 뒤에도 연습전투기로 전후까지 사용되었다.

## 파생형
Yak-7-37
- 37mm 기관포 MPSh-37 1문을 프로펠러축에 탑재한 형

Yak-7A
- M-105PA 엔진의 개량형 기체

Yak-7B
- M-105PF 엔진의 개량형 기체

Yak-7V
- 복좌연습기형 기체

Yak-7D
- 복좌 장거리전투기형

Yak-7DI
- 장거리 전투기형, M-105PF 엔진을 탑재

Yak-7M
- M-105PA 엔진의 개량형 전투기

Yak-7s M-82
- 공랭식 M-82A 엔진을 탑재한 시제기

Yak-7R
- Yak-7B의 개량형, Jumo 004 로켓엔진 장비

Yak-7UTI
- 복좌 연습 전투기

## 사용 국가
알바니아
- 알바니아 공군 1945 operated 20 Yak-7V two-seat trainer. And 30 Yak-7A improved Yak-7 single-seat fighter enter service.Total 50.

 프랑스
- 자유 프랑스 공군 operated some in the Normandie-Niemen squadron

 불가리아
- 불가리아 공군 operated three Yak-7V.

 헝가리
- 헝가리 공군 operated one Yak-7V for familiarization with the Yak-9 fighter.

 몽골
- 몽골 인민 육군 항공대 operated some aircraft as trainers

 폴란드
- 폴란드 공군과 소비에트 연방 operated a few Yak-7Bs for training in the 1st Fighter Regiment "Warszawa". Several Yak-7Vs were used for training and courier duties. Yak-7s were operated by the Polish Air Force between September 1943 till September 23, 1946.

 소련
- 소련 공군

 유고슬라비아
- 유고슬라비아 공군 operated two Yak-7V.

## 제원
- 종류: 단좌 프롭 전투기
- 전장: 8.50m
- 전폭: 10m
- 높이: 2.75m
- 중량: 2,450kg
- 엔진: 크리모프 M-105PA 액냉식 엔진
- 출력: 1,050hp
- 최대속력: 571km/h
- 항속거리: 643km
- 상승고도: 9,500m
- 무장: 20mm ShVAK 기관포 1문, 7.62mm ShKAS 기관총 2정 혹은 12.7mm 베레진 UB 기관총 1정, RS-82 로켓탄 6발

## 같이 보기
- 야코블레프 Yak-1
- 야코블레프 Yak-9
- 호커 허리케인